# Sébastien Langloÿs
Sébastien Langloÿs, né à Boulogne-Billancourt le 27 juillet 1971, est un sculpteur français.

## Biographie

### Formation
Après une formation au modelage et au moulage dans les ateliers des beaux-arts de la mairie de Paris en 1995, Sébastien Langloÿs s’intéresse à la création de bustes et de mains en terre en parallèle à sa profession de chef de projets en informatique.

### Carrière et réalisations
En 2002, il décide de se consacrer exclusivement à la sculpture et, en 2004, ouvre son premier atelier à Toulouse ; il réalise une série de bustes, Sourires de Monde. En 2006, il remporte son premier appel d’offres avec le buste de Charles de Gaulle pour la ville d'Épinay-sur-Seine.
En 2007, il ouvre la galerie des Carmes à Toulouse et continue son travail sur les bustes et les corps. En 2010, il crée pour la ville de Martigues sa première scène à taille réelle, Le Pêcheur et la Ramendeuse, puis la Médaille d'identité du Sénat en 2011 (médaille remise à tous les sénateurs entre 2011 et 2017).
En 2014, il crée, sous la forme d'une performance, la sculpture en pied de Claude Nougaro installée dans le square Charles-de-Gaulle à Toulouse : plus de mille personnes participent au modelage de la sculpture en terre qui va servir de modèle pour la création du bronze.
En 2015, il devient parrain du Secours populaire français, et réalise la sculpture monumentale Regards d’enfants qui exprime la solidarité et l’enfance. Cette œuvre de deux mètres de diamètre représente la Terre dont les continents sont formés d’un millier de visages d’enfants; elle est présentée dans le square Charles-de-Gaulle à Toulouse et lors du 70e anniversaire du Secours populaire célébré sur le Champ-de-Mars à Paris pendant l’été 2015; en 2017, la sculpture est installée dans l'espace Duranti, à Toulouse.
En 2016, il inaugure dans le Parc des Poètes, à Eyragues, la statue de Frédéric Mistral en pied ainsi que six bustes des Primadiés (premiers membres du Félibrige : Théodore Aubanel, Alphonse Tavan, Paul Giéra, Joseph Roumanille, Jean Brunet et Anselme Mathieu). Il crée, pour le Jardin japonais de Toulouse, un buste en bronze de Pierre Baudis et, dans les jardins de l'Institut Pasteur à Paris, le buste en bronze de Daniel Iffla. Il est sélectionné pour participer à un appel d’offres pour la création d’une sculpture monumentale représentant François Arago pour l'Observatoire de Paris : il propose une sculpture intégrant Wikipédia dans l'œuvre.
En 2018, il inaugure la statue en bronze de Carlos Gardel à l'esplanade Compans-Caffarelli à Toulouse, puis, en 2019, les statues en bronze de Frédéric Mistral sur les allées éponymes à Toulouse, et de François Verdier sur les allées du même nom, au pied du monument aux combattants à Toulouse.
En 2020, la sculpture Goscinny et Compagnie est inaugurée à Paris au croisement de la rue de Boulainvilliers et de la rue Singer, dans le XVIe arrondissement. L'œuvre est placée au pied de l'immeuble où René Goscinny a vécu les dix dernières années de sa vie. À Martigues, c'est une scène de La Cuisine au beurre, réunissant Fernandel et Bourvil, qu'il inaugure devant la maison où a été tourné le film de Gilles Grangier.

## Œuvres

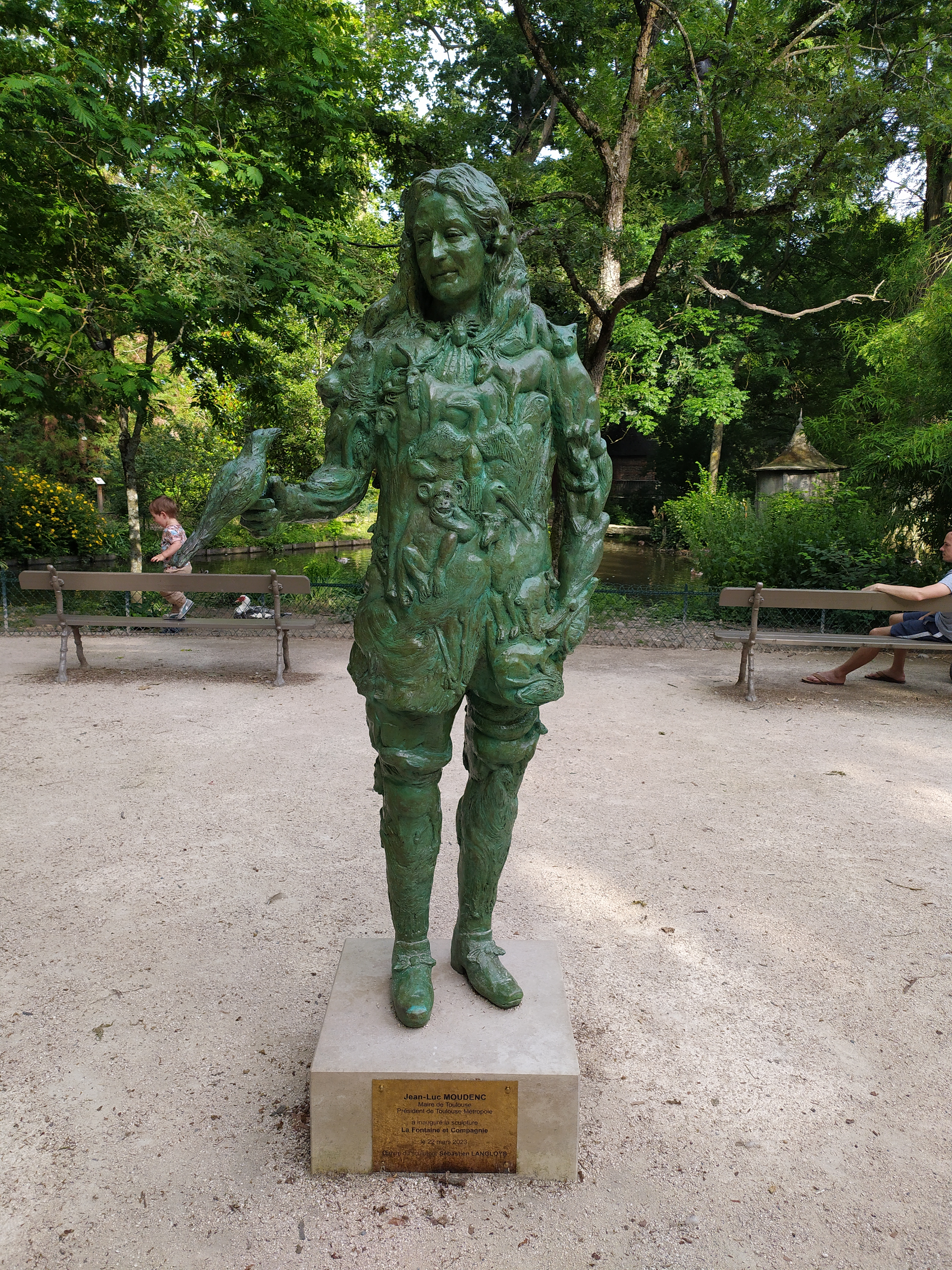
Statue en bronze La Fontaine et compagnie, Jardin des Plantes de Toulouse.

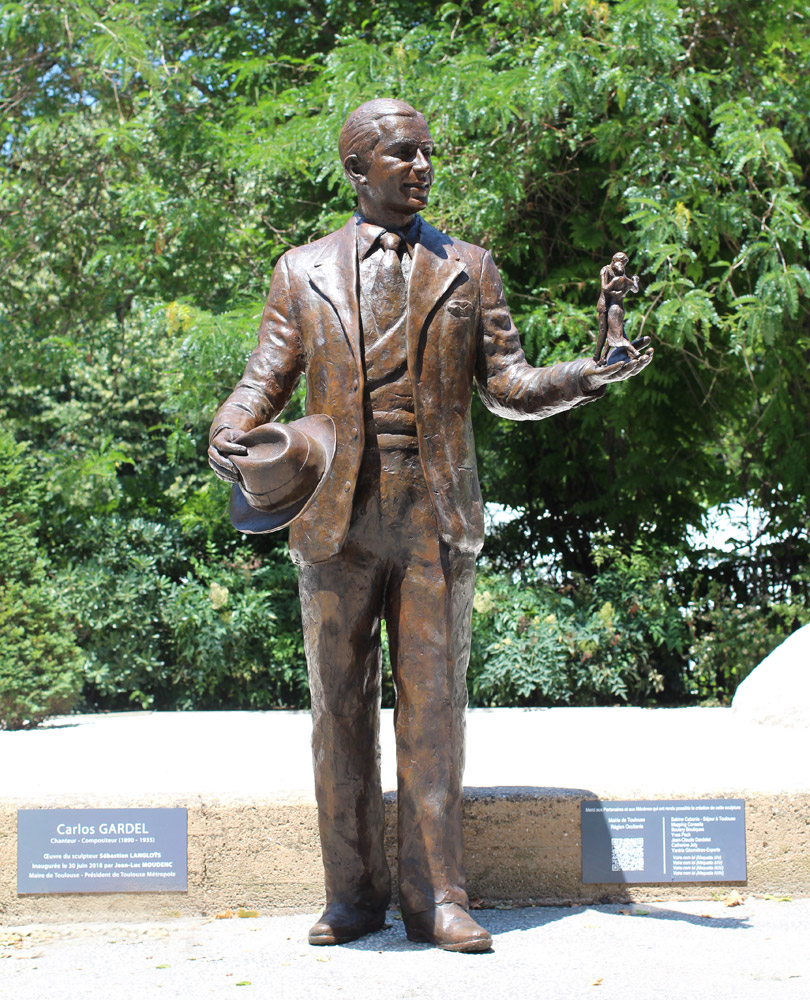
Statue en bronze de Carlos Gardel, quartier Compans-Caffarelli à Toulouse.

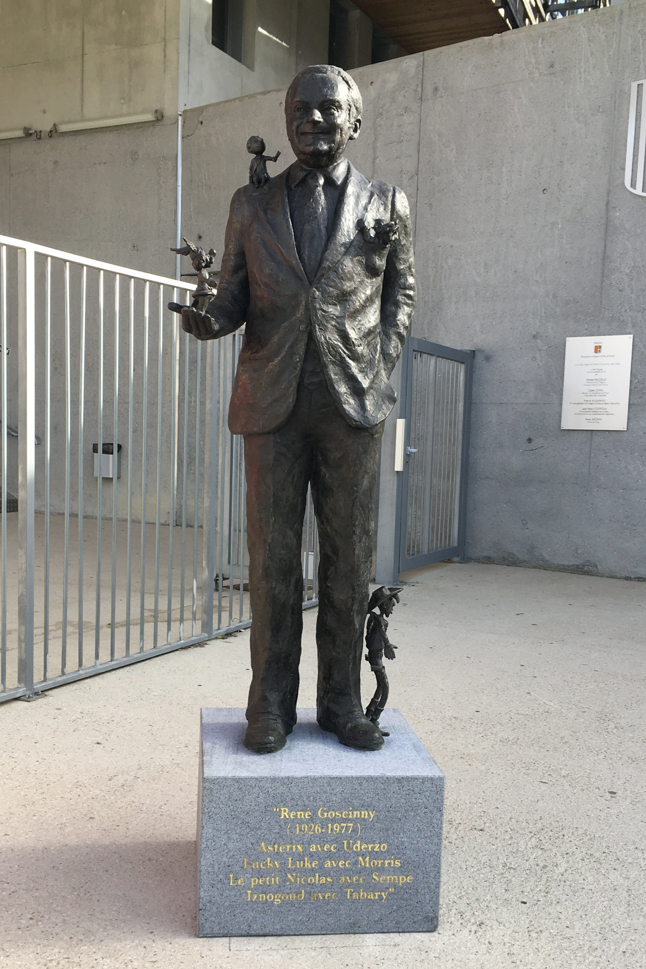
Statue René Goscinny, lycée de Drap.

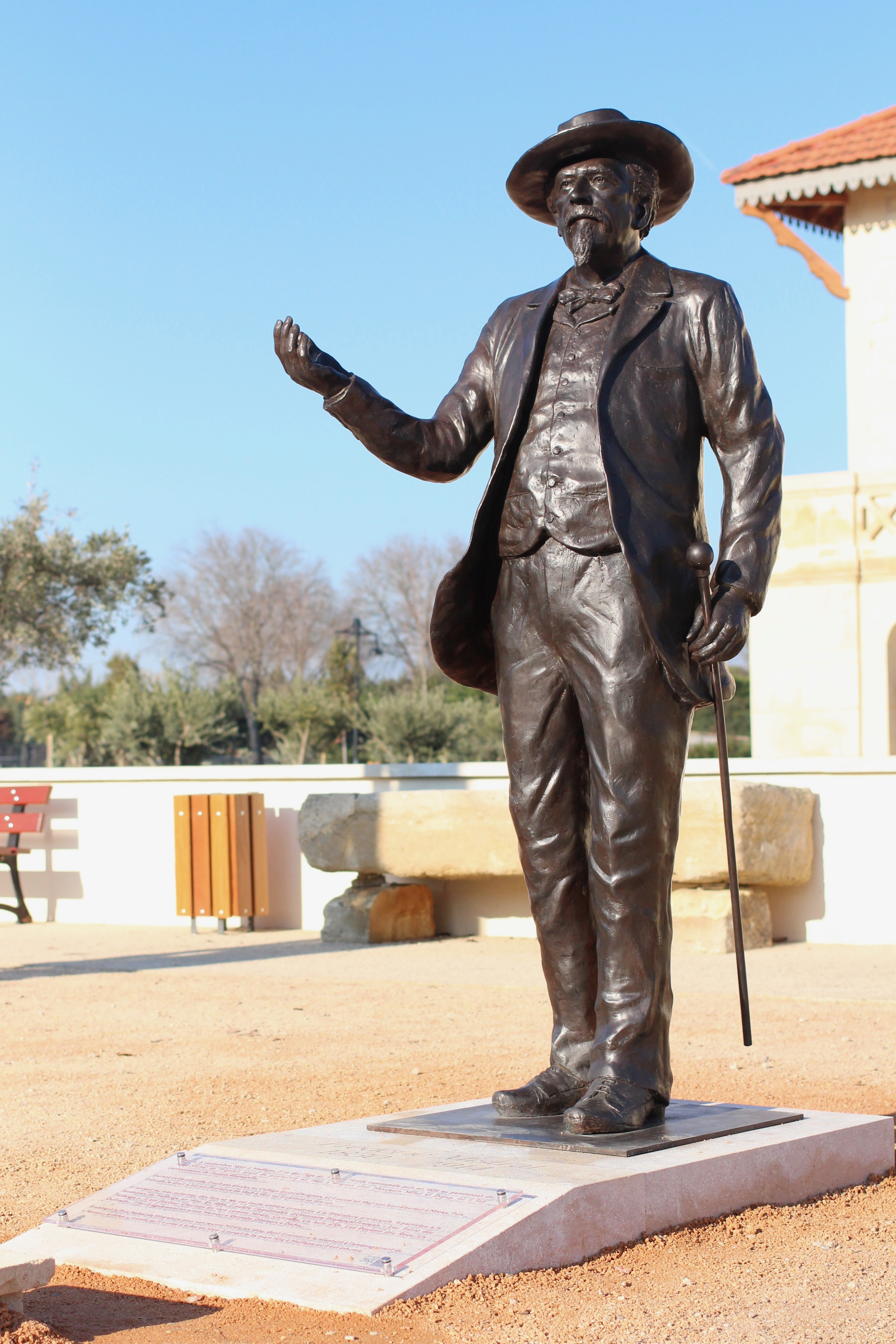
Sculpture de Frédéric Mistral, installée dans le parc des Poètes à Eyragues.

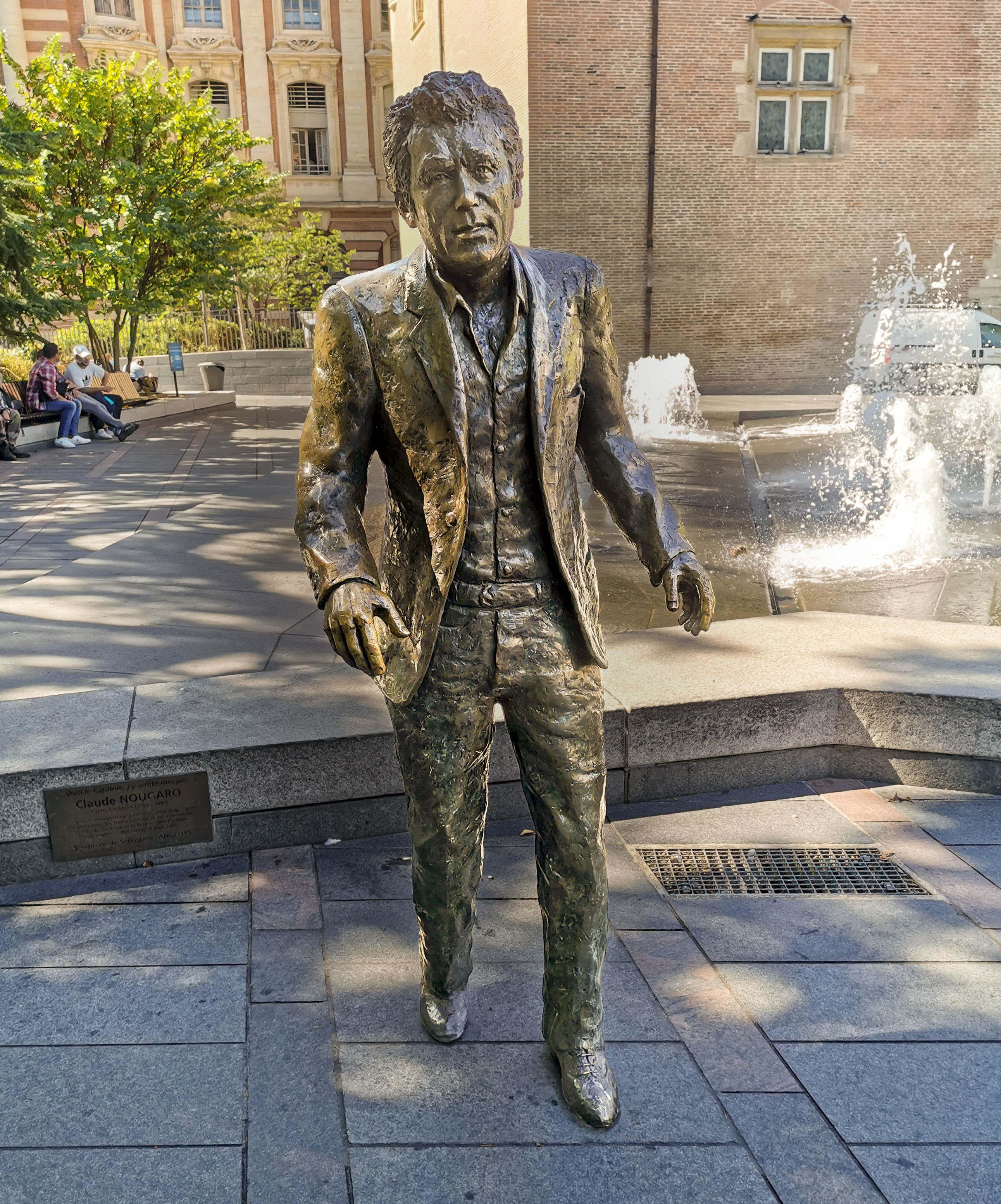
Statue de Claude Nougaro, square Charles-de-Gaulle.

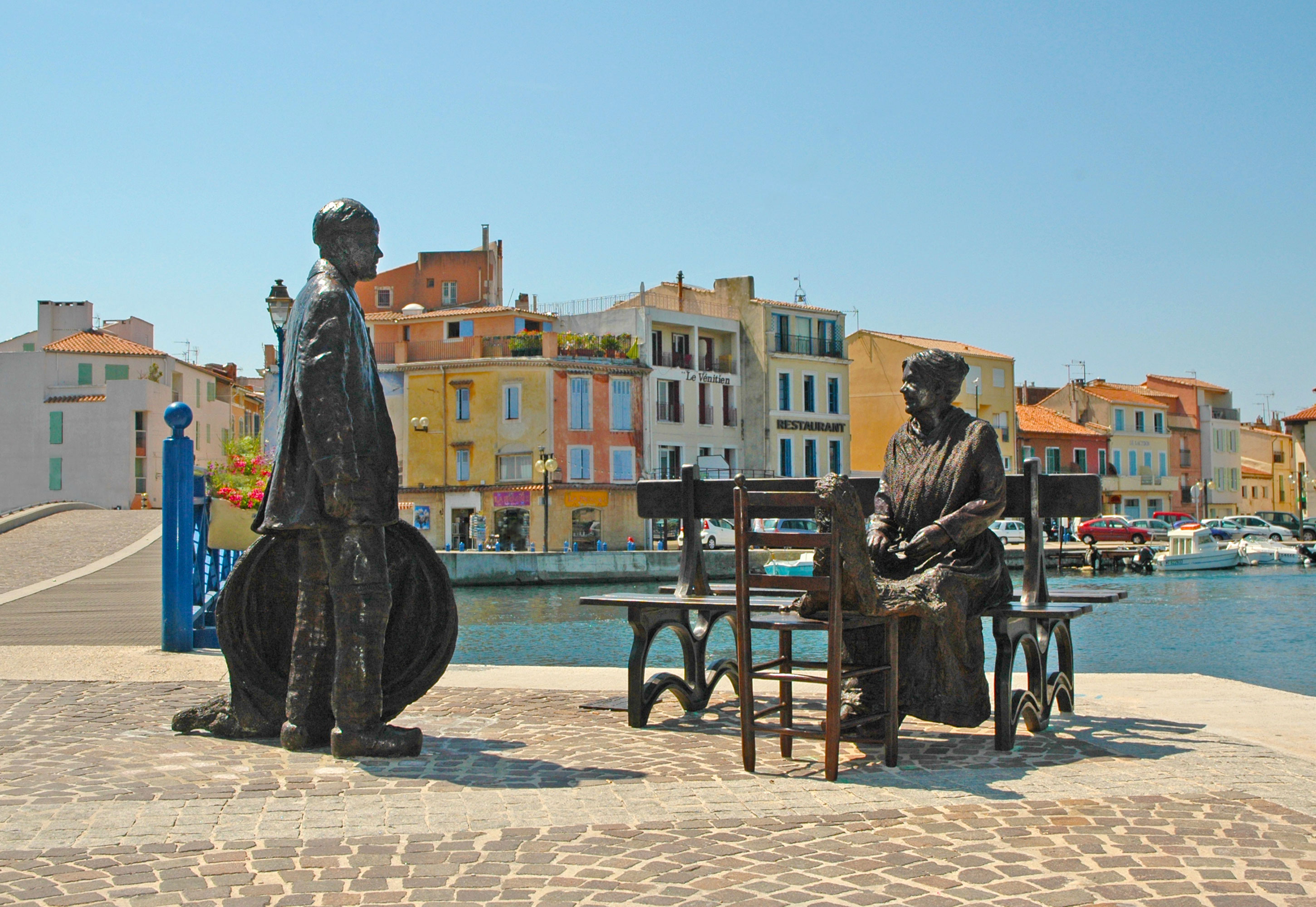
Groupe statuaire en bronze Le Pêcheur et la Ramendeuse, port de Martigues.

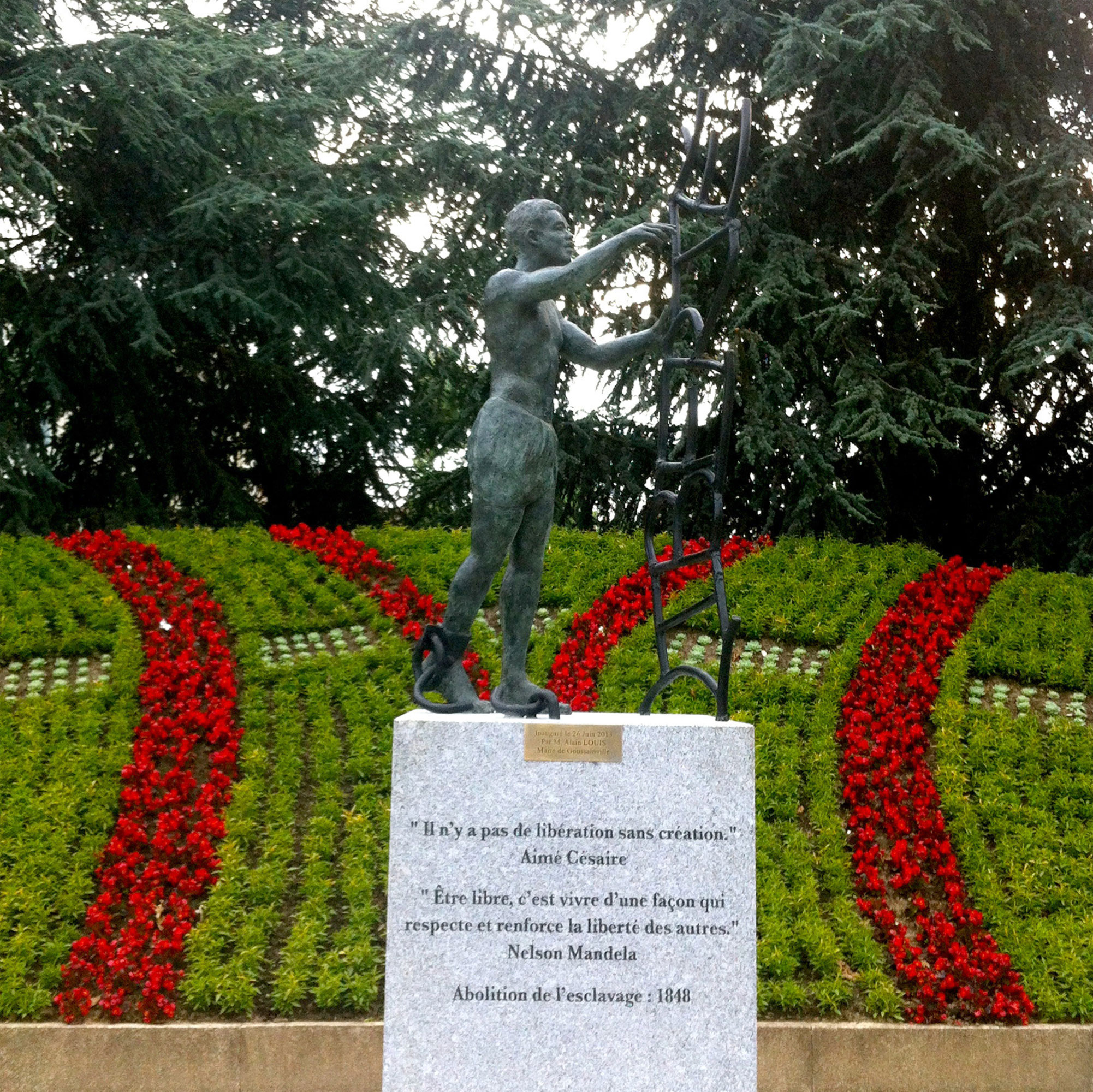
Sculpture La Liberté, représentant l’abolition de l’esclavage, Goussainville.

- Pamiers, statue en bronze de Gabriel Fauré (2024)[6],[7]
- Toulouse, statue en bronze intitulée La Fontaine et Compagnie, devant le jardin des Plantes (2022)[8]
- Martigues, scène en bronze issue du film La Cuisine au beurre réunissant Fernandel et Bourvil (2020)[9]
- Paris, statue en bronze de René Goscinny (2020)[10]
- Toulouse, buste en bronze du Père Marie-Antoine devant la basilique Saint-Sernin (2019)[11],[12]
- Toulouse, statue en bronze de Frédéric Mistral (2019)[13]
- Toulouse, sculpture en bronze de François Verdier (2019)[14]
- Toulouse, quartier Compans-Caffarelli, statue en bronze de Carlos Gardel (2018)[15],[16],[17],[18],[19],[20]
- Buzet-sur-Tarn, bas-relief de Jeannette Mac Donald (2018)[21],[22]
- Meymac, buste de Marius Vazeilles pour le musée d'archéologie et du patrimoine Marius-Vazeilles (2017)[23]
- Drap (Alpes-Maritimes), statue de René Goscinny pour le lycée René-Goscinny (2017)
- Toulouse, installation de la sculpture monumentale Regards d'enfants, de 2 mètres de diamètre, représente la Terre dont les continents sont formés d’un millier de visages d’enfants (2017), espace Duranti[24],[25],[2]
- Chaudes-Aigues, bas-relief de Pierre Raynal (2016)
- Eyragues, statue de Frédéric Mistral et bustes de Théodore Aubanel, Alphonse Tavan, Paul Giéra, Joseph Roumanille, Jean Brunet et Anselme Mathieu (2016), pour le parc des Poètes[26],[27].
- Toulouse, buste en bronze de Pierre Baudis (2016), pour le jardin japonais de Toulouse[28],[29],[30].
- Paris, buste en bronze de Daniel Iffla (2016), pour l'Institut Pasteur. ()[31]
- Castelsarrasin, buste en terre de Pierre Perret qui prendra place dans le futur musée de la ville[32],[33],[34]
- Plémet, buste en bronze de Louis Piton, maire de 1959 à 2006[35],[36]
- Toulouse, Sculpture en pied, taille réelle de Claude Nougaro (2014), installée dans le square Charles-de-Gaulle Cette sculpture a été créée sous la forme d'une performance, et plus de 1 000 personnes ont participé au modelage de la sculpture qui a servi de modèle pour la création du bronze. ()[37],[38],[39],[40],[41],[42],[43],[44],[45],[46],[47],[48],[49],[50],[51],[52],[53],[54],[55]
- Lourdes (Chemin de Croix), buste en bronze du Père Marie-Antoine (2014)( Photo du buste) ( Article) ()[56].
- Saint-Jean-de-la-Ruelle, Bas-relief de Jean Jaurès (2014) ().
- Basse-Pointe en Martinique, buste d'Aimé Césaire (2013) ()[57].
- Goussainville (Val-d'Oise), La Liberté (2013) représentant l’abolition de l’esclavage ().
- Vittel, buste de Jean Marais (2012), création du trophée pour le festival 7e Art à Vittel.
- Cannes, buste de Louis Lazare Hoche (2013).
- Épinay-sur-Seine, bas-relief en bronze de Gilbert Bonnemaison (2013).
- Blagnac, bas-relief d'Henri Perrier (2013), pour le constructeur aéronautique Airbus.
- Toulouse (Basilique Saint-Sernin), buste de Jean Paul II (2013)[58],[59],[60],[61]
- Mirepoix (Ariège), bas-relief de Jean Jaurès (2012)
- Goussainville (Val-d'Oise) (rond-point François-Mitterrand), bas-relief de François Mitterrand (2012). ()
- Création de la médaille d’honneur de l'Union nationale des professions libérales (2011)
- Paris, médaille d'Identité du Sénat (2011), création de la médaille d'identité du Sénat, remise à tous les sénateurs entre 2011 et 2017[62],[63]
- Le Havre, mémorial représentant le buste du sauveteur Durécu (2011) ()
- Bommes, buste en bronze de Daniel Iffla (2011), pour l’école d’œnologie. ()[64]
- Larreule (Hautes-Pyrénées), buste en bronze d’Eugène Ténot (2011). ()
- Saint-Maigner, buste de Jean Jaurès (2011) ()
- Martigues, Le Pêcheur et la Ramendeuse (2010) - Deux personnages à taille réelle en bronze sur le port.
- Gujan-Mestras buste en bronze de Michel Bézian, maire de Gujan-Mestras de 1965 à 2006 (2010) ()[65],[66]
- Saintry-sur-Seine, buste de Francis Delvert (2008).
- Beuvrages, buste de Jules Ferry (2008) pour l'école Jules-Ferry
- Épinay-sur-Seine, place de la Nouvelle Gare. buste en bronze de Charles de Gaulle (2006). ( Photos du buste) ( Visible sur google map)[67]

## Palmarès
- 2010 : Prix Carlo Sarrabezolles remis par l'Académie du Languedoc dans la Salle des Illustres de Toulouse.
- 2014 : Prix Georges Guiraud (graveur) remis par l'Académie du Languedoc.

## Principales expositions
- 2006 : Invité d'honneur au salon des arts du Feu de Martres-Tolosane.
- Depuis 2007 : Toulouse, Galerie des Carmes.
- 2009 : FIAC, Cour carrée du Louvre.
- 2015 : Invité d'honneur du salon d'automne de Castelsarrasin.
- Depuis 2015, Galerie Art Espace, dans l'Aéroport de Toulouse-Blagnac.
- 2015 : Paris, Place des Vosges, Galerie Mouvance.
- 2016 : Invité d'honneur au salon d'art de Castelmaurou.

## Engagement caritatif
Sébastien Langloÿs est parrain du Secours populaire français qu'il soutient régulièrement lors de leur campagne de collecte Don'actions,,,.